# Upplands runinskrifter 550
Upplands runinskrifter 550 är ett vikingatida runstensfragment av röd sandsten i Husby-Sjuhundra kyrka, Husby-Sjuhundra socken och Norrtälje kommun. Fragmentet är 0,48 gånger 0,27 meter stort. När man 1939 drog en värmeledning från skolan till kyrkan, påträffades fem runstensfragment alla tillhörande olika runstenar. U 550, och de andra fragmenten som hittades 1939 - U 549, U 551, U 552 och U 553 - förvaras i Husby-Sjuhundra kyrka.

## Inskriften
Translitterering av runraden:
... ...ina · e---ʀ · siref · f(a)... ...
Normalisering till runsvenska:
... [þ]enna æ[fti]ʀ Sigræif/Særæif, fa[ður] ...
Översättning till nusvenska:
... denna [sten] efter Sigrev, [sin] fader ...